# Michael Seiding Larsen
Michael Seiding Larsen (født 11. januar 1977) er en dansk politiker, der er tidligere borgmester i Vordingborg Kommune fra 2017 til 2018, samt nuværende 2. viceborgmester samme sted, valgt for partiet Venstre.
Civilt arbejder Michael Seiding Larsen produktkonsulent hos DLG i Bårse. Han er gift og har to børn.